# Farfantepenaeus subtilis
Farfantepenaeus subtilis, vulgarmente conhecido como  camarão-rosa, é uma espécie de camarão encontrada no litoral brasileiro. Por vezes é ainda utilizado o nome científico de Penaeus subtilis.
O camarão é um dos peneídos mais cultivados no Nordeste brasileiro.